# Голуэй, Генри
Сэр Генри Лайонел Голуэй (англ. Henry Lionel Galway; 25 сентября 1859, Алверсток, Гэмпшир, Великобритания  — 17 июня 1949, Лондон, Великобритания) — британский колониальный и государственный деятель, губернатор Южной Австралии (1914—1920).

## Биография
Родился в семье военного врача, генерал-лейтенанта Томаса Лайонела Галуэя и его второй жены Алисии Доринды Лефану, урожденной Макдугалл. Получил образование в Челтнемском колледже. Окончил Королевскую военную академию в Сандхерсте. В 1878 г. поступил на службу в инфантерию 30-го пехотного полка, в 1887 г. получил звание капитана.
В 1882 году поступил на колониальную службу в качестве адъютанта и личного секретаря губернатора Бермудских островов. В 1891 году он стал заместителем администратора и вице-консулом протектората в дельте реки Нигер. Обманным путем пытался убедить короля Бенина подписать односторонний договор, который сделал бы Бенин фактически колонией Великобритании. Этот договор стал основой карательной экспедиции год спустя, которая в конечном итоге привела в 1897 г. к ликвидации Королевства Бенин. Во время кампании английские войска вывезли около 2800 статуэток из бронзы и слоновой кости, которые впоследствии стали собственностью Британского музея в Лондоне. В 1897 г. ему было присвоено воинское звание майора. Был прикомандирован в качестве политического офицера к штабу британских полевых сил во время Войны между Англией и конфедерацией Аро. В 1901 г. в звании подполковника он уволился из армии.
С 1902 по 1911 г. занимал должность губернатора острова Святой Елены, на этом посту восстановил смертную казнь. В 1911 г. сменил фамилию с «Gallwey» на «Galway». В 1911—1914 гг. — губернатор Гамбии.
В 1914—1920 гг. — губернатор Южной Австралии. Вскоре после начала срока его полномочий он вызвал недовольство у части населения, поскольку поддерживал обязательную военную службу и спорный меморандум Мюррей Ривер (River Murray Waters Agreement). Его либеральное отношение к азартным играм и употреблению алкоголя вызывало раздражение набожных пуритан. Он также подверг критике эгалитарное австралийское общество, избирательное право женщин и систему образования. Его план по отмене политики "Белой Австралии по привлечению азиатских рабочих в северные провинции заставил премьер-министра Эндрю Фишера опровергнуть эти планы и принести извинения обществу. В 1915 г. широкой критике было подвергнуто его заявление, что в 1915 году, профсоюзных активистов нужно призвать в армию и отправить их на фронт.
Колониальный офис был недоволен его работой, поскольку он затягивал в направлении генерал-губернатору Австралии копий своей корреспонденции и своих документов. Тем не менее, он был успешным в наборе добровольцев во время Первой мировой войны, поэтому сохранял свой пост. В 1917 г. был проведен референдум о введении всеобщей воинской повинности, которая в итоге была отклонена. Он прокомментировал это словами о том, что это должен быть «радостный день» для Германии, за что он подвергся резкой критике в газетах и породил парламентское движение об отмене губернаторства.
После окончания его срока в 1920 г. он не получил новую должность и вернулся в Соединенное Королевство. 

## Военная карьера
После учебы в Королевском военном колледже в Сандхерсте Голви был назначен в 1878 году. Он служил адъютантом губернаторов Бермудских островов, получив звание капитана в 1887 году.
Галлви был назначен заместителем комиссара и вице-консулом недавно созданного Протектората Ойл-Риверс (позже Протектората побережья Нигера) в 1891 году. В марте 1892 года ему не удалось убедить Оба Бенина, Овонрамвена, подписать «договор о дружбе», который сделает Королевство Бенин британской колонией. Вместо этого оба издали указ, запрещающий всем британским чиновникам и торговцам въезд на территории Бенина. «Договор Галлуи», хотя он так и не был подписан, стал правовой основой для Бенинской экспедиции 1897 года, свергнувшей Королевство Бенин. Капитан Голви командовал одной из трех колонн экспедиции.
Галви часто упоминался в депешах того времени и был награжден Орденом за выдающиеся заслуги (DSO; 1896 г.), назначением кавалером Ордена Святого Михаила и Святого Георгия (CMG; 1899 г.) и повышением до майора (1897 г.).
Голви был прикреплен в качестве политического офицера к штабу британских полевых войск во время аро-англо-войны с ноября 1901 года по март 1902 года и упоминался в депешах Верховного комиссара в Южную Нигерию. 
Получив звание подполковника, когда он был переведен на половинную зарплату в 1901 году, Голви ушел в отставку из армии в 1902 году.

## Губернаторство
Галви был в ноябре 1902 года назначен губернатором острова Святой Елены,  где он возродил смертную казнь. Назначенный кавалером ордена Святого Михаила и Святого Георгия (KCMG) в 1910 году, он был переведен на пост губернатора Гамбии в 1911 году.
Голуэй был назначен губернатором Южной Австралии в 1914 году. Он возмущался ограничениями, наложенными на конституционного губернатора, и его губернаторство было определено разногласиями. Ему удалось разозлить широкий круг населения. Широкая общественность не любила его поддержку обязательной военной подготовки; пуритане были возмущены его поддержкой азартных игр и противодействием запрету; прогрессисты были в ярости из-за его противодействия предоставлению женщинам избирательных прав; и политический истеблишмент были ошеломлены его противодействием политике Белой Австралии (на том основании, что Северная территориянужны азиатские рабочие). За это последнее мнение он был вынужден дать полное опровержение и принести извинения. Выступление 1915 года, в котором Голуэй предложил призвать профсоюзных активистов и отправить их на фронт, подверглось широкой критике и дало возможность местным карикатуристам развернуться. 
В конечном итоге именно поддержка Голуэем призыва на военную службу спасла его от поста губернатора; законодательный орган решил, что его усилия по увеличению числа добровольцев для участия в Первой мировой войне, а также его поддержка референдумов о призыве на военную службу оправдывают сохранение его в этой роли. Предложение лейбористской оппозиции в законодательном органе в 1917 году, призывающее к отмене его должности, потерпело неудачу.  
После войны премьер-министр Арчибальд Пик рассматривал предложение построить национальный военный мемориал на месте Дома правительства в Аделаиде с покупкой новой резиденции вице-королевства в пригороде. Голуэю удалось отговорить Пика от этой схемы, и военный мемориал был построен в углу территории Дома правительства.   
Назначение Голуэя не было продлено, когда оно истекло в 1920 году; хотя он нравился истеблишменту Аделаиды, он был вызывающим споры губернатором, и Управление по делам колоний не предоставило ему другой пост. Он вернулся в Англию позже в 1920 году.   

## Награды и звания
- Орден «За выдающиеся заслуги» (1896)
- Компаньон ордена Святых Михаила и Георгия (1899)
- Рыцарь-Командор ордена Святых Михаила и Георгия (1910)